# Dorycnium hirsutum
La bocha peluda (Dorycnium hirsutum) es una planta de la familia de las fabáceas.

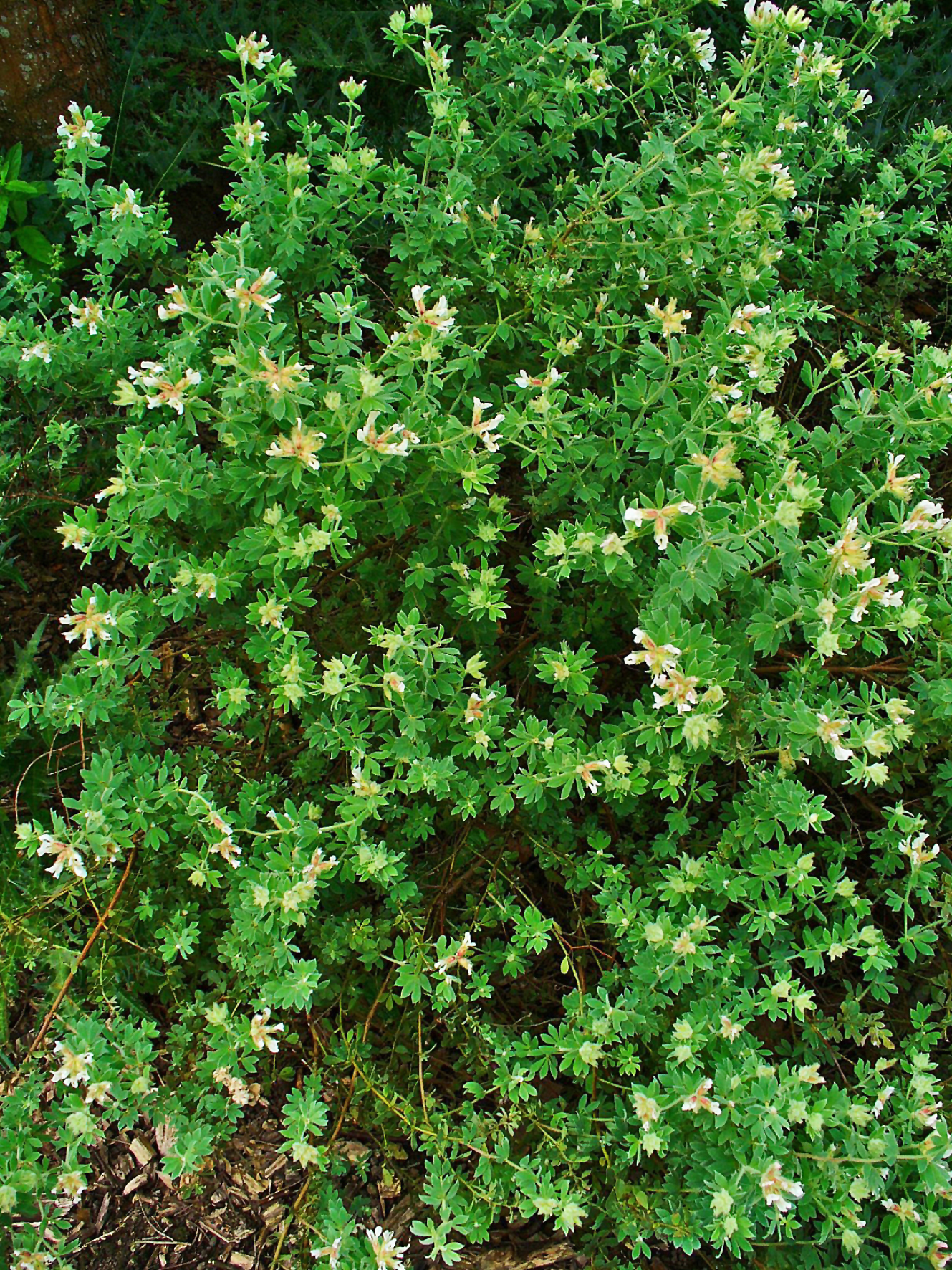
Vista de la planta

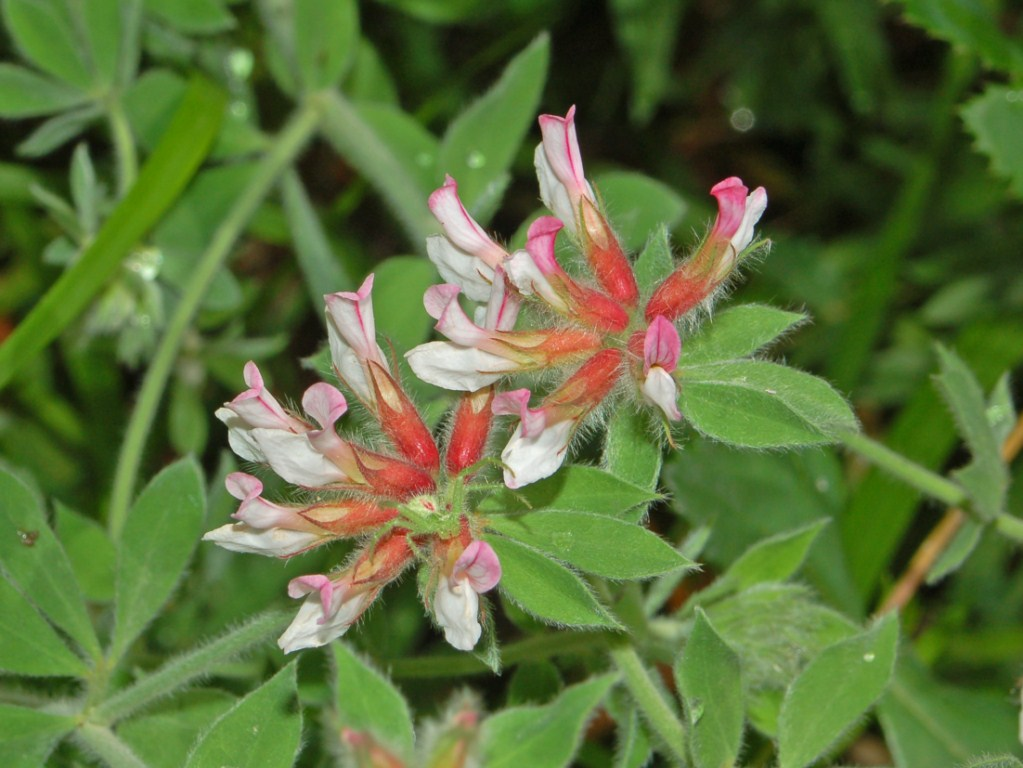
Detalle de la flor

## Descripción
Subarbusto erecto, de 0,2-0,5 m, verde, piloso-hirsuto y ramificado. Hojas sésiles, alternas, divididas, con los 2 folíolos inferiores menores simulando estípulas. Flores papilionáceas, dispuestas en capítulos. Corola blanca, presentando los 2 pétalos inferiores un tono azul oscuro. Fruto en legumbre cilíndrica, corta y de contorno rollizo.

## Distribución y hábitat
Distribución mediterránea. Habita en pastizales y matojares heliófilos de diversa naturaleza, tanto sobre suelos básicos como descarbonatados, entre el nivel del mar y 1.500 m.
Suele encontrarse entre los 500 y 800 metros, en los caminos de los bosques de encina.

## Importancia económica y cultural
Usos
A nivel popular se utiliza como diurética. Sus principios activos y posible toxicidad se desconocen, no siendo por tanto recomendable su empleo. Planta con interés apícola.

## Taxonomía
Dorycnium hirsutum fue descrita por (L.) Ser. y publicado en Prodromus Systematis Naturalis Regni Vegetabilis 2: 208. 1825.
Citología
Números cromosomáticos de Dorycnium hirsutum  (Fam. Leguminosae) y táxones infraespecificos: 2n=14    : Mediterráneo
Etimología
Dorycnium: nombre genérico que procede del griego doryknion, que significa "lanza".
hirsutum: epíteto latino que significa "peludo".
Sinonimia
- Bonjeanea hirsuta (L.) Rchb., Fl. Germ. Excurs. 507 (1832)
- Lotus hirsutus L., Sp. Pl. 775 (1753)
- Lotus affinis Besser ex DC., Prodr. 2: 208 (1825), pro syn.
- Lotus candidus Mill., Gard. Dict. ed. 8 n.º 7 (1768)
- Bonjeanea cinerascens Jord. & Fourr., Brev. Pl. Nov. 1: 12 (1866)
- Lotus hemorroidalis Lam., Fl. Franç. 2: 633 (1779)
- Bonjeanea hirta Jord. & Fourr., Brev. Pl. Nov. 1: 11 (1866)
- Bonjeanea italica Jord. in Jord. & Fourr., Brev. Pl. Nov. 1: 12 (1866)
- Bonjeanea prostrata Jord. & Fourr., Brev. Pl. Nov. 1: 11 (1866)
- Bonjeanea sericea (Sweet) Jord. & Fourr., Icon. Fl. Eur. 1: 24, tab. 61 (1867)
- Dorycnium sericeum Sweet, Hort. Brit. 476 (1826)
- Dorycnium tomentosum G.Don in Loudon, Hort. Brit. 300 (1830)
- Bonjeanea venusta Jord. & Fourr., Brev. Pl. Nov. 1: 12 (1866)
- Lotus intermedius Loisel., Fl. Gall. 489 (1807), non Pers.
- Lotus sericeus DC., Cat. Pl. Horti Monsp. 122 (1813), non Moench[4]

## Nombre común
Castellano: bocha, bocha peluda, boja peluda, encibar, hierba de la sangre, hierba de pastor, hierba sanguinaria, mermasangre, trébol hemorroidal, trébol peluda, yerba de pastor.